# Behat
Behat är en ort i Indien.   Den ligger i distriktet Sahāranpur och delstaten Uttar Pradesh, i den norra delen av landet, 170 km norr om huvudstaden New Delhi. Behat ligger 306 meter över havet och antalet invånare är 18 223.
Terrängen runt Behat är platt. Runt Behat är det tätbefolkat, med 476 invånare per kvadratkilometer. Det finns inga andra samhällen i närheten. Trakten runt Behat består till största delen av jordbruksmark.